# Weiyuan (Neijiang)

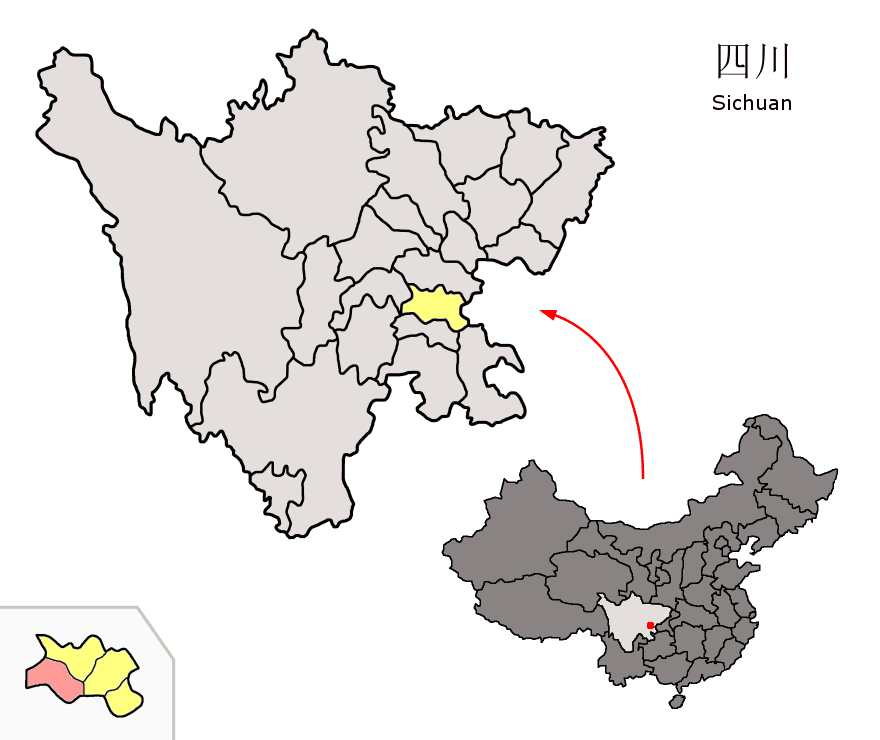
Lage des Kreises Weiyuan (rosa) in Neijiang (gelb) in der Provinz Sichuan.

Der Kreis Weiyuan (chinesisch 威远县, Pinyin Wēiyuăn Xiàn) ist ein Kreis der bezirksfreien Stadt Neijiang im Südosten der südwestchinesischen Provinz Sichuan. Er hat eine Fläche von 1.289 km² und zählt 547.059 Einwohner (Stand: Zensus 2020). Sein Hauptort ist die Großgemeinde Yanling (严陵镇). 

## Administrative Gliederung
Auf Gemeindeebene setzt sich der Kreis aus zwanzig Großgemeinden zusammen. 